# Nathan Katz
Nathan Katz (Waldighofen, 1892 - Mülhausen, 1981) fou un escriptor jueu alsacià en alemany i alsacià. Els seus pares tenien un restaurant. Lluità a la Primera Guerra Mundial i fou ferit al braç el 1914. Durant la seva convalescència va estudiar literatura alemanya a la Universitat de Friburg de Brisgòvia, i després fou destinat a Nijní-Novgorod el 1915, on fou fet presoner i internat en un camp. Després fou traductor a l'alemany de William Shakespeare, Charles Péguy, Tennysson, Robert Burns o Frederic Mistral i escriví narracions i poesies en alsacià. Durant la Segona Guerra Mundial hagué d'establir-se al Llemosí, i tornà a Mulhouse en acabar el conflicte.

## Obres

### Drames
- Annele Baltasar (1924)
- D'r Schorschle (1977)

### Poesia
- Das galgenstüblein (L'habitació de la potència, 1920)
- Die stunde des Wunders (1930)
- Sündgaü (1958)